# Falamaleikum
falamaleikum ist ein Gedicht des österreichischen Lyrikers Ernst Jandl. Es entstand am 14. Juli 1958 und wurde 1966 in Jandls Gedichtband Laut und Luise im Walter Verlag veröffentlicht. Der Titel des Gedichts verweist auf die arabische Grußformel Salem Aleikum  („Friede sei mit euch“), die durch den Austausch von Buchstaben verfremdet wird, bis schließlich eine Aussage über die Gefallenen im Krieg entsteht. Das Gedicht wird als Lautgedicht oder wie von Jandl bevorzugt als „Sprechgedicht“ eingeordnet, das seine Wirkung vor allem im Vortrag entfaltet.

## Inhalt und Form
Ernst Jandl

falamaleikum

Link zum Video einer Lesung des Gedichts

(Bitte Urheberrechte beachten)
Das Gedicht besteht aus sieben Zeilen, wobei die erste Zeile – „falamaleikum“ – auch als Titel verstanden werden kann. Jandl selbst sprach daher auch von sechs Zeilen. Jede Zeile scheint lediglich ein langes Wort zu enthalten. Wie häufig bei Jandl gibt es keine Großbuchstaben, für ihn ungewöhnlich sind die Satzzeichen in den letzten beiden Zeilen: ein Punkt und ein Fragezeichen.
Auf den ersten Blick lässt sich in den Zeilen keine Semantik ausmachen, durch die Lesung wird allerdings klar, dass in den Aneinanderreihungen von Phonemen einzelne semantische Bestandteile stecken, die ohne Leerzeichen ineinander übergehen. Von Zeile zu Zeile werden die Wörter verändert. Während von der ersten in die zweite Zeile – „falamaleitum“ – lediglich ein Konsonant getauscht wurde, gibt es zur dritten Zeile – „falnamaleutum“ – erste Lautverschiebungen. Mit der vierten, zentralen Zeile kommt es für Hermann Helmers zum pointenhaften Umschlag der Subsemantik in die Semantik, des abstrakten in ein konkretes Gedicht. „fallnamalsooovielleutum“ lässt sich aus dem Wiener Dialekt übertragen als „fallen aber mal so viele Leute um“ verstehen. Auch in den folgenden drei Zeilen werden die Sequenzen von Phonemen weiterhin ohne Trennung aneinandergeschrieben, doch die Worte sind hier eindeutig erkennbar: „Wenn aber einmal der Krieg lang genug aus ist, sind alle wieder da. Oder fehlt einer?“
Erst aus der zweiten Gedichthälfte lässt sich das verharmlosende „Umfallen“ der „Leute“ als im Krieg Gefallene erkennen. Auch der Tonfall des „fehlt einer“ wie zuvor die „Leute“ erinnern nun an Militärjargon. Die realitätswidrige Aussage der vorletzten Zeile, nach der am Ende des Krieges alle Beteiligten zurückkehrten, regt den Zuhörer an, sich über den Inhalt des Gedichts eigene Gedanken zu machen, was durch die abschließende Frage noch verstärkt wird. Für Ulrich Gaier wird der Hörer am Ende zu einer selbständigen Entscheidung angeregt. Dabei wird seine Antwort ganz unterschiedlich ausfallen, ob er die Frage dahingehend versteht, dass die Gefallenen als Individuen in der Nachkriegsgesellschaft vermisst werden, oder ob er sie als Frage nach den moralischen „Umfallern“ des Krieges begreift, die dann, wenn der Krieg bloß „langgenugausist“, längst wieder „da“ sind und es in der Gesellschaft zu etwas gebracht haben.

## Interpretation

### Beschwörung
Im Titel falamaleikum schwingt die arabische Grußformel Salem Aleikum („Friede sei mit euch“) mit. Dabei weckt die Verfremdung durch den Konsonanten „f“ beim erstmaligen Hörer die verschiedensten Assoziationen (Hörfehler, Sprachfehler, bewusste oder unbewusste Abänderung der Originalformel), was zu einer Verunsicherung führt, die die Zuhörer auf Jandls Lesungen mit Gelächter reagieren lässt. Es klingen jedoch auch Beschwörungsformeln an. So führt Lisa Kahn das Wort „falamaleikum“ zurück auf „the children’s magic formula of ‚aleikum‘“. Anne Uhrmacher erinnert bereits der Aufbau mit seinen Wortwiederholungen an magische Figurengedichte. In der Häufung der a-Vokala klingt für sie die Formel Abrakadabra an, in der Buchstabenfolge „ala“ und dem abschließende „m“ ein Simsalabim. So trügerisch wie diese Formeln eines Zauberkünstlers erweise sich auch die Friedensbeschwörung in Jandls Gedicht.
Walter Magaß zieht die Verbindung zur hebräischen Formel Schalom Alechem, die „mit ihrem Abwehrzauber oft ein Signal der Friedlosigkeit gewesen“ sei, was etwa schon der Prophet Jeremia berichtet: „[…] und sagen: Friede, Friede! – und da ist doch kein Friede.“ (Jer 6,14 ) Dass Jandl die Friedensformel „Schalom“ in eine Beschreibung der Friedlosigkeit überführt, ist für Magaß Ausdruck von Schriftgelehrsamkeit. Er bediene sich dabei einer Form von Buchstabenmystik der Kabbala und wende die Formel um, wie es zur Tora heißt: „Wende sie um und um, denn alles ist in ihr.“ Zur Wandlung der Friedensformel in eine kriegerische Aussage verweist Anne Uhrmacher auf die Nähe von Segenswünschen zu ins Gegenteil verkehrten Flüchen. So führen sie die Silbenkombination „male“ und der Anlaut „f“ in falamaleikum auch zum Wort „vermaledaien“ im Sinne von „verfluchen“.

### Krieg
falamaleikum wurde 1966 in Jandls Gedichtband Laut und Luise in der Rubrik krieg und so neben anderen bekannten Gedichten über den Krieg wie wien: heldenplatz und schtzngrmm veröffentlicht. Jandl selbst bezeichnete falamaleikum als „Antikriegsgedicht“, in dem „innerhalb von sechs zeilen ein umschlagen von einem lachen-müssen zu einem eigentlich-nicht-mehr-lachen-können erreicht wird.“ Für Dietrich Segebrecht sind die Gedichte von Jandl „als Aufruf, als Pamphlet unbrauchbar“. falamaleikum sei „als beschwörende Warnung vor einem Krieg […] denkbar ungeeignet.“ Dem widerspricht Anne Uhrmacher, für die falamaleikum ein „polemisches Gedicht“ ist,  das „Wirklichkeitskonstruktionen, die den Krieg euphemistisch darstellen“, entlarve. Der Sprecher des Gedichts ist für sie ein Vertreter der Kriegspropaganda, wofür auch Jandls Lesungen sprechen, in denen er die abschließende Frage in schneidendem Tonfall stelle, dass sie die Wirkung eines Befehls habe. Die „zynische Verachtung für Menschenleben“ des Sprechers entlarve Jandl mit dem Stilmittel der Ironie, angefangen vom unaufrichtigen Friedensgruß zu Beginn, der falschen Behauptung von den wiederkehrenden Kriegstoten bis zur abschließenden Scheinfrage. Hermann Helmers sieht durch sie „die Frage nach der Sinnlosigkeit des Sterbens“ im Krieg gestellt, wobei das „Chaos der Abstraktion von Phonemen“ das „Chaos eines sinnlosen Krieges“ widerspiegele.
Walter Weiss und Ernst Hanisch stellen falamaleikum in den historischen Kontext von Ausführungen Winfried Schulzes über den Zusammenhang von Wirtschaftswachstum und Bevölkerungsentwicklung nach demographischen Krisen wie etwa einem Krieg. Weiss führt weiter aus, dass Jandls „wennabereinmalderkrieglanggenugausist“ eine Formel für die einsetzende Restauration ist und das Ende „wieder zurück zum fatalen Anfang“ mit dem „verfälschten Friedensgruß“ führe, zu einer Wiederkehr der Ereignisse. Horst Stürmer betont, dass im „langgenug“ bereits die Aussage steckt, dass der Zustand des Nicht-Krieges „lange genug“ wenn nicht gar „zu lange“ andauere. Dass „alle“ wieder da seien, mache falamaleikum zum Sprachrohr einer „Rechtfertigung der Täter“. Für Wolfgang Mantl bewegt sich das Gedicht immer weiter vom ursprünglichen Friedensgruß weg, hin zu einer Friedlosigkeit der Nachkriegszeit, in der alle Zeichen auf eine Wiederkehr von Krieg und Kriegern deuteten. Den Schlussappell setze das abschließende Fragezeichen. Anne Uhrmacher spricht mit Georg Büchner von einem „gräßlichen Fatalismus der Geschichte“, auf das ein Gedicht wie falamaleikum nur mit grimmiger Ironie reagieren könne.

## Rezeption
falamaleikum gehört zu den Gedichten Jandls, die bei seinen Lesungen besonders beliebt waren und das Publikum trotz des ernsten Inhalts zum Lachen animierten. Volker Hage zählte falamaleikum neben lichtung, etüde in f, fünfter sein, schtzngrmm und ottos mops zu den „Hits und Evergreens“ des Lyrikers, „die die Zuhörer wie selbstverständlich erwarten“. Auch im Schulunterricht wird das Gedicht gelesen. Laut Franz Schuh kam im Jahr 2000 ein „Kanon deutscher Lyrik“ ohne schtzngrmm und falamaleikum nicht mehr aus. Im Jahr 1983 gab das Gedicht den Titel eines Gedichtbandes Jandls für Kinder mit Bildern von Jürgen Spohn.
Friedrich Cerha vertonte falamaleikum neben anderen Gedichten Jandls in seinem Zyklus Eine Art Chansons, der am 28. Juni 1988 erstmals aufgeführt wurde. Diese „Sprachfehler-Gedichte“ erhielten laut Hartmut Krones durch Cerha „wunderbare musikalische Nachemfindungen“, die „[b]ei jeder Aufführung Begeisterungsstürme entfachten“.

## Ausgaben
- Ernst Jandl: Laut und Luise. Walter, Olten 1966, DNB 457091215 S. 53.
- Ernst Jandl: falamaleikum. Gedichte und Bilder. Mit Bildern von Jürgen Spohn. Luchterhand, Darmstadt 1983, ISBN 3-472-68488-7.